# Интернациональный (Оренбургская область)
Интернациона́льный — посёлок в Матвеевском районе Оренбургской области, входит в состав Новожедринского сельсовета.

## География
Посёлок находится на расстоянии примерно 39 км к югу от села Матвеевка, административного центра района.

## Население
| 2010 |
| ---- |
| 1    |

### Национальный состав
Согласно результатам переписи 2002 года, в национальной структуре населения русские составляли 73 % из 26 чел.